# Diplycosia ledermannii
Diplycosia ledermannii är en ljungväxtart som beskrevs av Schlechter. Diplycosia ledermannii ingår i släktet Diplycosia och familjen ljungväxter. Inga underarter finns listade i Catalogue of Life.